# J. C. Tran
J. C. Tran (* 20. Januar 1977 in Nha Trang, Vietnam, als Justin Cuong Van Tran) ist ein professioneller US-amerikanischer Pokerspieler vietnamesischer Herkunft.
Tran hat sich mit Poker bei Live-Turnieren knapp 13,5 Millionen US-Dollar erspielt. Er ist zweifacher Braceletgewinner der World Series of Poker, bei der 2013 den Finaltisch des Main Events erreichte. Zudem ist er zweifacher Titelträger der World Poker Tour und wurde 2006/07 als Spieler des Jahres dieser Turnierserie ausgezeichnet.

## Persönliches
Tran wurde als jüngstes von acht Kindern geboren und machte einen Abschluss in Business Management Information Systems an der California State University in Sacramento.

## Pokerkarriere

### Werdegang
Tran hat in zahlreichen hoch dotierten Pokerturnieren die Preisränge erreicht. Tran erreichte acht Finaltische bei der World Series of Poker (WSOP) am Las Vegas Strip und belegte im Jahr 2004 und 2005 jeweils den 117. Platz im Main Event. Bei einem WSOP-Circuitturnier am Las Vegas Strip belegte er den zweiten Platz und gewann 250.000 US-Dollar. Im Oktober 2006 gewann er auf der Onlineplattform PokerStars unter dem Nickname area23JC das Main Event der World Championship of Online Poker. Es ist das größte Pokerturnier im Internet und Tran gewann 670.000 US-Dollar nach einem Deal am Finaltisch. Im März 2007 konnte der gebürtige Vietnamese bei den L.A. Poker Classic in Los Angeles den zweiten Platz belegen und ein Preisgeld in Höhe von 1,2 Millionen US-Dollar gewinnen. Nur vier Wochen später gelang ihm sein erster Titelgewinn bei der WPT. In Reno gewann er 683.000 US-Dollar im Heads-Up gegen Juan Alvarado. Durch diese Ergebnisse sicherte er sich den Titel als Spieler des Jahres der fünften WPT-Staffel. Bei der WSOP 2008 gewann er sein erstes Bracelet in der Variante No Limit Hold’em für über 630.000 US-Dollar. Im November 2008 gewann Tran die dritte Saison der PartyPoker.com Premier League mit einer Siegprämie von 300.000 US-Dollar. Bei der WSOP 2009 folgte sein zweites Bracelet für mehr als 235.000 US-Dollar in der Variante Pot Limit Omaha. Beim Main Event der WSOP 2013 erreichte er als Chipleader den Finaltisch, der Anfang November 2013 ausgespielt wurde. Dort wurde er Fünfter und erhielt sein bisher höchstes Preisgeld von über 2 Millionen US-Dollar.

### Preisgeldübersicht

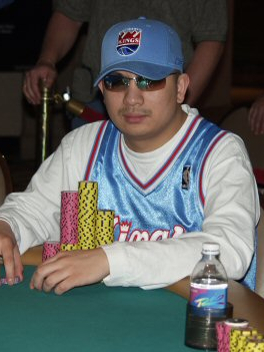
Tran bei einem Turnier im Rio All-Suite Hotel and Casino (2005)

| Jahr   | Preisgeld (in $) | Turniersiege |
| ------ | ---------------- | ------------ |
| 2003   | 104.935          | 1            |
| 2004   | 769.051          | 0            |
| 2005   | 811.109          | 1            |
| 2006   | 1.167.313        | 2            |
| 2007   | 2.914.502        | 3            |
| 2008   | 1.474.893        | 5            |
| 2009   | 714.832          | 2            |
| 2010   | 81.526           | 1            |
| 2011   | 45.866           | 0            |
| 2012   | 183.341          | 0            |
| 2013   | 2.624.674        | 0            |
| 2014   | 857.345          | 1            |
| 2015   | 468.791          | 0            |
| 2016   | 245.964          | 0            |
| 2017   | 371.515          | 1            |
| 2018   | 165.651          | 0            |
| 2019   | 91.361           | 0            |
| 2020   | 77.310           | 1            |
| 2021   | 47.369           | 0            |
| 2022   | 148.023          | 0            |
| 2023   | 25.077           | 0            |
| gesamt | 13.390.448       | 18           |

### Braceletübersicht
Tran kam bei der WSOP 79-mal ins Geld und gewann zwei Bracelets:
| Jahr | Buy-in (in $) | Turnier          | Teilnehmer | Preisgeld (in $) |
| ---- | ------------- | ---------------- | ---------- | ---------------- |
| 2008 | 1500          | No Limit Hold’em | 2718       | 631.170          |
| 2009 | 2500          | Pot Limit Omaha  | 0436       | 235.685          |